# Anna Bon di Venezia

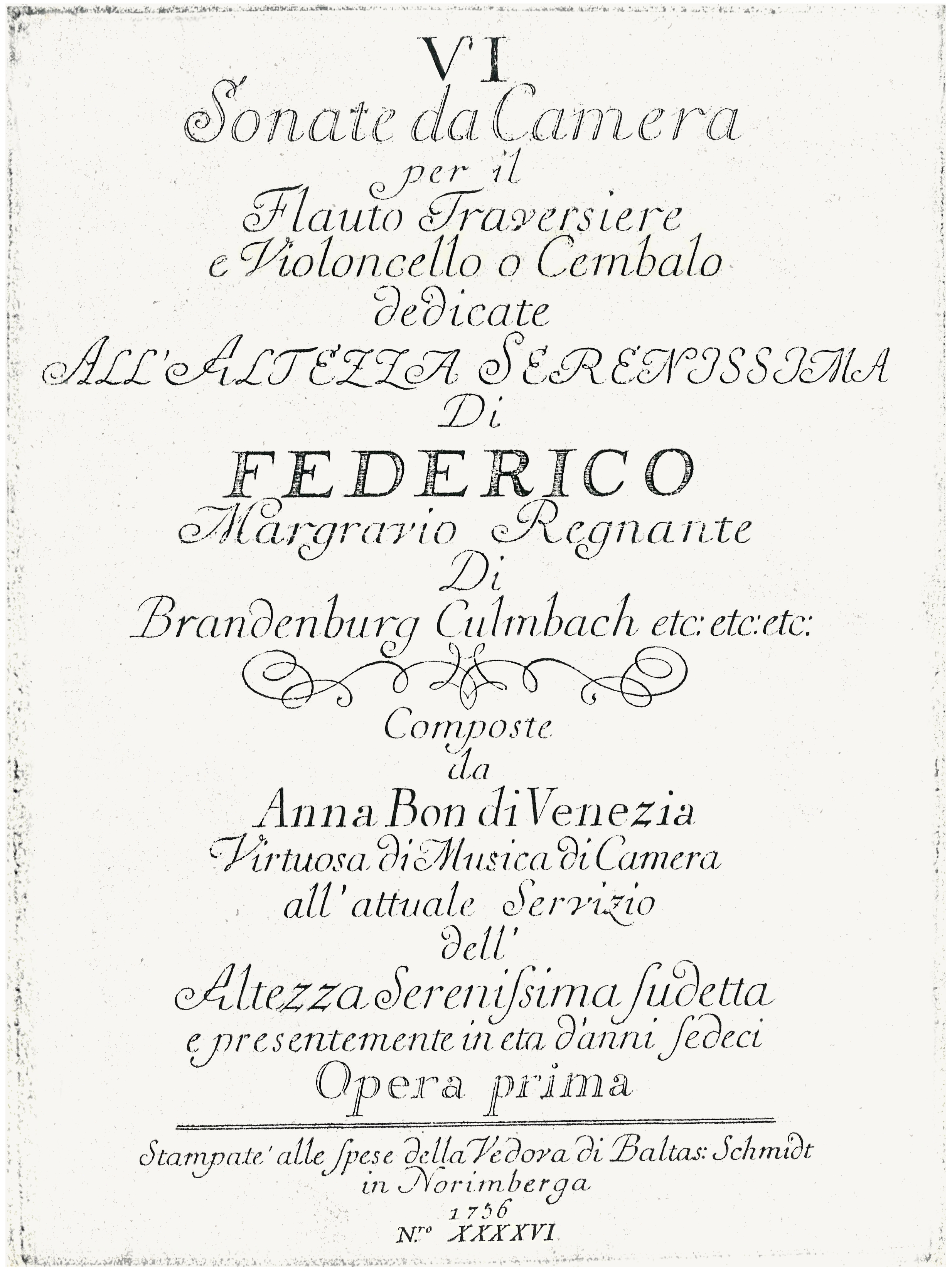
Titelseite der Sonate da Camera op. I, 1756 für Flöte und Violoncello o [oder] Cembalo

Anna Bon (* 10. August 1738 in Bologna, Italien; getauft am 11. August 1738 als Anna Ioanna Lucia filia […] [des] Hieronymi / Boni et […] Rosa Ruinetti [sic], † unsicher: nach 1767?) war eine italienische Komponistin, Sängerin und Cembalistin. Sie gab 1756 ihr Debüt als Komponistin mit dem Druck ihrer Flöten-Sonaten opus I, gewidmet Markgraf Friedrich von Brandenburg-Culmbach-Bayreuth. Auf der Titelseite ist ihr Ehrentitel „Virtuosa di Musica di Camera“ (Kammervirtuosin) präsentiert sowie der Namenszusatz di Venezia, ihr beruflicher Künstlername. In Bayreuth komponierte sie weitere Sonaten und Trios für Cembalo bzw. Flöten mit Basso continuo, die zwischen 1756 und 1759 ebenso im Nürnberger Verlag Balthasar Schmidts veröffentlicht wurden. Diese Werke haben heute international Anerkennung gefunden. Neben einer geistlichen Arie werden ihr handschriftlich erhaltene Vokalkompositionen zugeschrieben, deren Urheberschaft noch nicht bestätigt ist.
Den frühesten (datierten) Nachweis Anna Bons als Opernsängerin könnte eine musikalische Handschrift in Leipzig enthalten. Es handelt sich um Domenico Fischiettis Oper La ritornata di Londra (Text: Carlo Goldoni), wonach eine Sängerin Mongeri am 20. Juli 1756 in Dresden auftrat. Dieser Name wurde in der Vergangenheit als Anna Bon gelesen, was aber nicht verifiziert ist (s. später). Die ersten ausdrücklichen Zeugnisse als Mitwirkende der elterlichen Operntruppe (1759/1760) nennen Operntitel von Johann Adolf Hasse und Christoph Willibald Gluck. Anna Bon blieb bis 1765 in das künstlerische Umfeld ihrer Eltern eingebunden, seit Juli 1762 am Hof des Fürsten Nikolaus I. Joseph Esterházy de Galantha im Ensemble Joseph Haydns. Die letzte Aktennotiz über sie an diesem Hof stammt vom 15. April 1765. Danach verliert sich ihre Spur.

## Die Wanderoper der Künstlerfamilie Bon
Anna Bons Leben war bestimmt vom Beruf ihrer Eltern, eines italienischen, international tätigen Opernkünstlerpaars. Diese reisten 1735 nach Russland an den kaiserlichen Hof Anna Iwanownas, um dort die italienische Oper einzuführen. Anna Bons Vater, der cittadino di Venezia (Bürger Venedigs, so nannte er sich) Girolamo Bon, war Maler, Bühnenarchitekt und -dekorateur, Maschinist, Textbuchautor, Komponist und Prinzipal einer Operntruppe, in der neben Annas Mutter ihr Großvater Steffano Ruvinetti mitwirkte und später Anna Bon selbst. Die Mutter Rosa-Ruvinetti-Bon „di Bologna“ war eine erfolgreiche Sopranistin, besonders als Darstellerin des volkstümlichen Intermezzo per musica.
Die Reisen der Bon-Truppe führten 1738–1740 zurück ins Heimatland, wo Anna Bon in der Heimatstadt ihrer Mutter Bologna geboren wurde. 1741 gastierten sie in Preßburg, danach bis 1746 wieder in Russland und kamen dann nach Gastspielen in Dresden, Berlin/Potsdam nach Antwerpen, Regensburg, Frankfurt, Bayreuth und Eisenstadt im ungarischen Esterhaza. Bei den beiden letzten Stationen waren die Eltern gemeinsam mit ihrer Tochter engagiert; wann genau sie erstmals mit ihr zusammen auftraten, ist nicht bekannt. Der Frankfurter Stagione (Spielzeit) von 1755 kommt eine besondere Bedeutung zu: Sie stand, anders als bei den vorausgegangenen Fürsteneinladungen, erstmals unter der Direction des Monsieur Bon als selbständigem und alleinverantwortlichem Prinzipal, und es gibt Anzeichen, wenn auch keinen Beweis dafür, dass seine Tochter dabei beteiligt war.

## Leben der Anna Bon
Von Anna Bon ist inzwischen (2015) Geburtsdatum und -ort bekanntgeworden – 10. August 1738 Bologna, die Heimatstadt ihrer Mutter –, aber ihr Sterbedatum immer noch unbekannt. Ihr Namenszusatz „di Venezia“ auf den Titelseiten ihrer in Nürnberg veröffentlichten Werke bedeutet demnach nicht die Stadt ihrer Geburt, sondern jene mit dem bedeutenden Musikleben, der Anna Bon ihre musikalische Ausbildung verdankt. Da ihre Eltern zwischen 1735 und 1746 als Opernkünstler in Russland verpflichtet waren, war oft vermutet worden, sie sei dort geboren. Jedoch waren sie von Februar 1738 bis Oktober 1740 beurlaubt, wohl insbesondere wegen Schwangerschaft und Geburt der Tochter. Ihr frühestes, sicher dokumentiertes Lebenszeichen (bis zum Auffinden ihres Geburtsdatums im Taufbuch der Kathedrale von Bologna) war ihr Eintritt ins venezianische Ospedale della Pietà, einem der vier Mädchen-Konservatorien, als vierjähriges Mädchen – „di 4 anni“ – am 8. März 1743.

### „Pio Ospedale della Pietà“

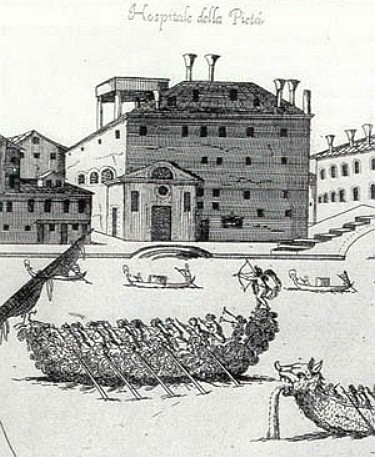
Ospedale della Pietà

Anna Bon konnte, so wie einige andere Schülerinnen des berühmten „Pio Ospedale della Pietà“ in Venedig, aus der Anonymität der dort erzogenen Mädchen heraustreten und sich als Musikerin beruflich behaupten.
Das Musikkonservatorium war im 17./18. Jahrhundert dem im Mittelalter ursprünglich für weibliche Findlinge und Waisenkinder (Bambine) geschaffenen Haus angegliedert worden. Es gab insgesamt vier solche Ospedali Grandi in Venedig. Die Mädchen gestalteten die Gottesdienstmusik selbst, und mit der Zeit entstand aufgrund ihrer professionellen Auftritte und unter der Schulung berühmter Maestri ein künstlerischer Schwerpunkt Venedigs mit europaweiter Ausstrahlung.
Nach dem englischen Musikgelehrten Charles Burney war das Pietà (zur Zeit Anna Bons) das größte der Ospedali mit rund 1000 Zöglingen; davon „siebenzig musikalisch, teils singen, teils spielen“. In der zweiten Hälfte des 18. Jahrhunderts hatte er den Kontinent in Sachen Musik bereist. Die siebenzig musikalischen Mädchen bildeten den „Coro“, den Burney mal als Conservatorio, mal als Musikschule bezeichnet (nach der zeitgenössischen deutschen Übersetzung). Der Venedig-Bericht von 1770 des Charles Burney gibt davon ein fachkundiges Bild auf rund 40 Seiten-Spalten.

Nicht nur Waisenkinder bekamen Musikunterricht, sondern auch Kinder aus Familien konnten als figlie di spese (zahlende Zöglinge) teilnehmen. Normalerweise war es Mädchen und Frauen nach vatikanischer Bestimmung nicht gestattet, Musikunterricht zu haben und zu musizieren, nach dem Ausspruch des Paulus Mulier taceat in ecclesia. („Die Frau schweige in der Gemeinde“). Das Auftreten der Mädchen bei Konzerten in der Kirche wurde durch dekorative Gitter vor den Blicken der Anwesenden verdeckt. Zitat Goethe: 

„Einen zierlichen Käfig erblickte ich; hinter dem Gitter regten sich emsig und rasch Mädchen des süssen Gesangs.“

 Sie lebten in den Ospedali nach strengem Reglement wie im Kloster, wie Jane L. Baldauf-Berdes beschreibt. Bei ihren kirchlichen Konzerten, die regelmäßig am Samstag und Sonntag stattfanden, trugen die putte di coro der „Pietà“ einheitlich weiße Klosterkleidung, berichtet Giancarlo Rostirolla. Im Gegensatz dazu tragen die Musikerinnen auf dem Gemälde von Francesco Guardi eines weltlichen Galakonzertes (1782) schwarze Kleidung mit weißem Kragen.
Chor- u. Orchesterbesetzung werden durch zwei erhaltene Musikerinnen-Listen von Konzerten 1707 und 1743 verdeutlicht. 1707: 5 Sopr.[ane], 4 Contraa[lt] (Alt), 3 Ten.[öre] 1 Bass, dazu 16 Instrumentalisten: 5 Violinen, 2 Viola/Violetta, 4 Celli/Viole, 1 Violone (Kontrabass), 1 Theorbe (Basslaute), 3 Organistinnen (dazu gehörten die Cembalistinnen).
Bei der Aufführung 1743 (zur Zeit Anna Bons) waren insgesamt 30 Mädchen beteiligt, 18 Choristinnen, 2 Solosängerinnen, 8 Streicherinnen und 2 Organistinnen.
Die Frage, wie die Mädchen die tiefen Stimmen haben singen können, wird immer wieder gestellt. Tatsächlich gibt es Dokumente, dass es Tenor- und Basssängerinnen gab.
Neben Anna Bon wurde eine weitere Venezianerin, die Geigerin und Komponistin Maddalena Laura Lombardini-Sirmen, bekannt. Sie bestand mit 7 Jahren den Zugang zum Ospedale di San Lazzaro dei Mendicanti durch eine Aufnahmeprüfung. Ob die vierjährige Anna eine Aufnahmeprüfung machte, ist nicht bekannt; ihre Eltern ließen sie während ihrer Operntourneen an der „Pietà“ wohl auch versorgen und schulisch ausbilden. Als figlia di spese, zahlende Schülerin, war sie als „Tochter des Boni“ eingetragen. Anna Bons Großvater, der Musiker Steffano Ruvinetti, lebte ebenfalls in der Stadt.
Zur Zeit von Anna Bons Eintritt war der Leiter des „Coro“ der bekannte Opernkomponist und Gesangslehrer Nicola Porpora, Lehrer des berühmten Kastraten Farinelli, ab 1746 der Opernkomponist Andrea Bernasconi. Rostirolla gibt für die Jahre 1700–1740 hundertzehn mit Vornamen erwähnte Mädchen mit Instrument oder Singstimme an.

#### Schülerinnen Vivaldis
Die vierjährige Anna wurde am 8. März 1743 der Maestra di Viola Candida zur Ausbildung übergeben. Der Zusatz Candida dalla Viola zeigt deren öffentliche Bekanntheit als Musikerin Venedigs. Candida lebte in der als „legendär“ zu bezeichnenden Periode unter Antonio Vivaldi an der Pietà. Als Maestra konnte sie Schülerinnen unterrichten, um sich Geld zu verdienen. In welchen Fächern sie Anna Bon unterrichtete, geht aus den Quellen nicht hervor.
Für seine berühmteste Schülerin Anna Maria dal Violin komponierte der Maestro di concerto Vivaldi 31 Violinkonzerte. Anna Marias persönliches Notenbuch davon ist erhalten. Auch für Candida sind zwei Werke Vivaldis bekannt geworden, in denen sie von ihm namentlich als Ausführende genannt ist: RV (Ryom-Verzeichnis) 779 für Oboe, Altstimme, Viola und Orgel und die „Dresdener Quartett-Sonate“ für Violine, Oboe, Orgel und Chalumeau, wo ihr Name als Spielerin des Chalumeau (einer Vorläuferin der Klarinette) angegeben ist. Diese Werke in der Landesbibliothek Dresden bestätigen, dass die Mädchen stets nur mit Vornamen genannt und ihr Nachname nur in Ausnahmefällen überliefert wurde, was die Identifizierung insbesondere von Komponistinnen der Ospedali und Suche nach ihren Werken erschwert. Was Candida, Anna Bons Lehrerin, betrifft, kann jedenfalls gesagt werden, sie sei persönliche Schülerin Antonio Vivaldis gewesen.

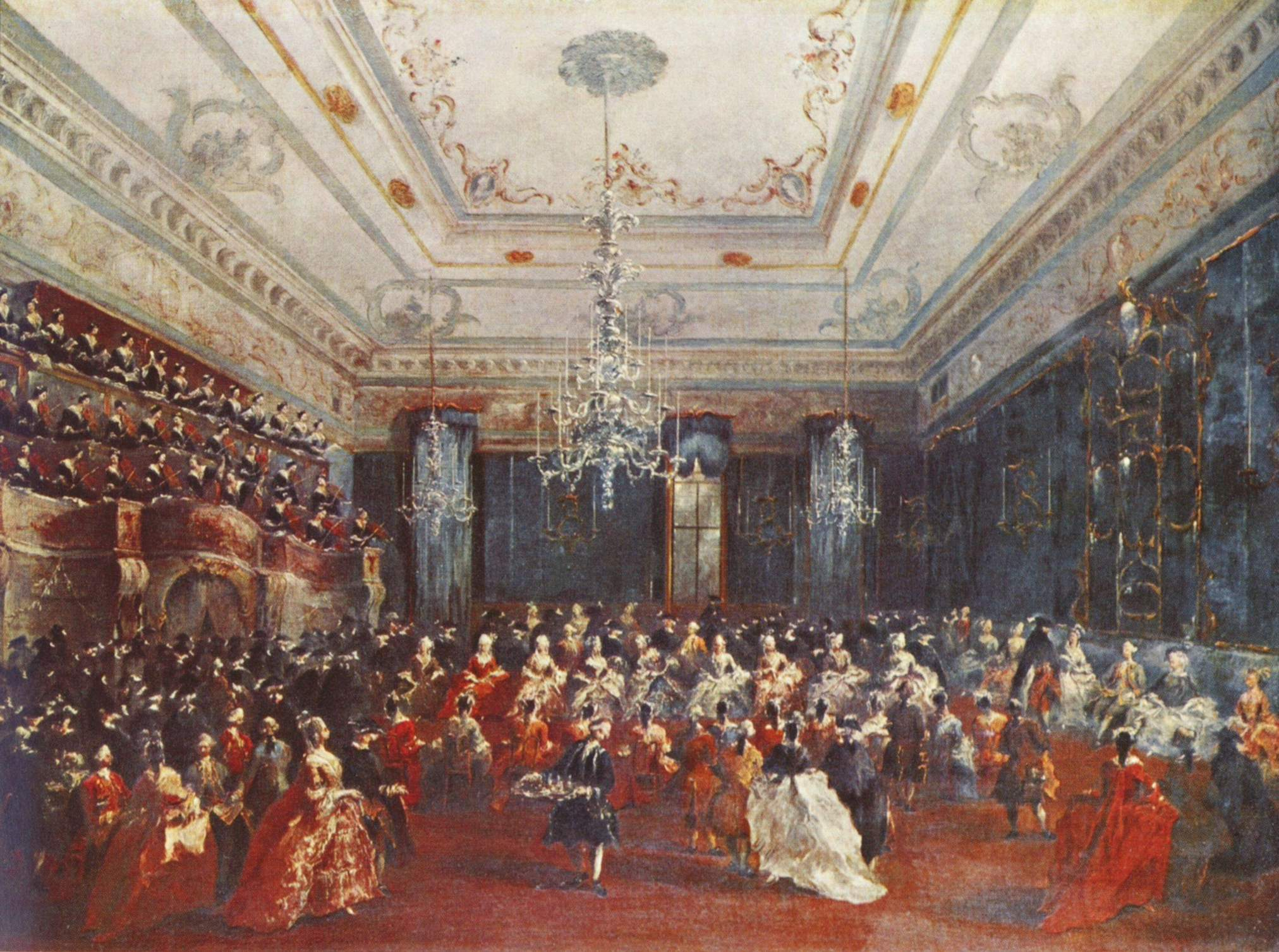
Guardi: Konzert des Coro der Pietà(?). (Chor oben, Orchester darunter)

#### Unterricht
Im dichtgedrängten Stundenplan waren Gesang, das Spiel mehrerer Instrumente, theoretische Fächer und Fremdsprachen wie Latein, Griechisch, Französisch, enthalten. Zu den theoretisch-praktischen Fächern gehörten Gehörbildung, Prima-vista-Spiel, Solveggio (eine anspruchsvolle textlose Gesangsübung) und Maniera, das die Verzierung des Vortrags bedeutet, ein Unterrichtsfach, das es heute hauptsächlich für die Ausführung alter Musik gibt. Kontrapunkt und Komposition als Fächer sind selten explizit genannt, eine Ausnahme bildet die als Komponistin identifizierte „Maestra Marieta (Giusti)“, die als Lehrerin 1612 von der Pietà zum Ospedale di San Lazzaro dei Mendicanti kam. Zumindest bei diesem Ospedale wurde das Fach „Komposition“ genannt. Baldauf-Berdes nennt für das 18. Jahrhundert 10 identifizierte Komponistinnen, davon sieben von der Pietà, fast alle nur mit Vornamen bekannt. Dazu scheinen die Komponistinnen Agata della Pietà, Michielina della Pietà und Santa della Pietà zu gehören .
Anna Bon und ihre Lehrerin Candida sind bei Baldauf-Berdes nicht genannt. Dennoch dürfte Anna Bon in der „Pietà“ musikalisch entscheidend geprägt worden und über Candida quasi eine Enkelschülerin Vivaldis gewesen sein. Wie lange sie figlia di coro am Ospedale blieb, ist unbekannt. Nach Baldauf-Berdes blieben die figlie di spese („zahlende Zöglinge“, im Gegensatz zu den „Findlingen“) bis zum Alter von 17 Jahren, um danach ohne Schwierigkeiten entlassen zu werden, was den Freischülerinnen (wie Lombardini-Sirmen) erschwert wurde. Anna Bon muss etwa nach Erreichen dieses Alters zur Truppe ihrer Eltern gestoßen sein oder auch schon früher.

### Am Hofe des Markgrafen von Brandenburg-Kulmbach-Bayreuth

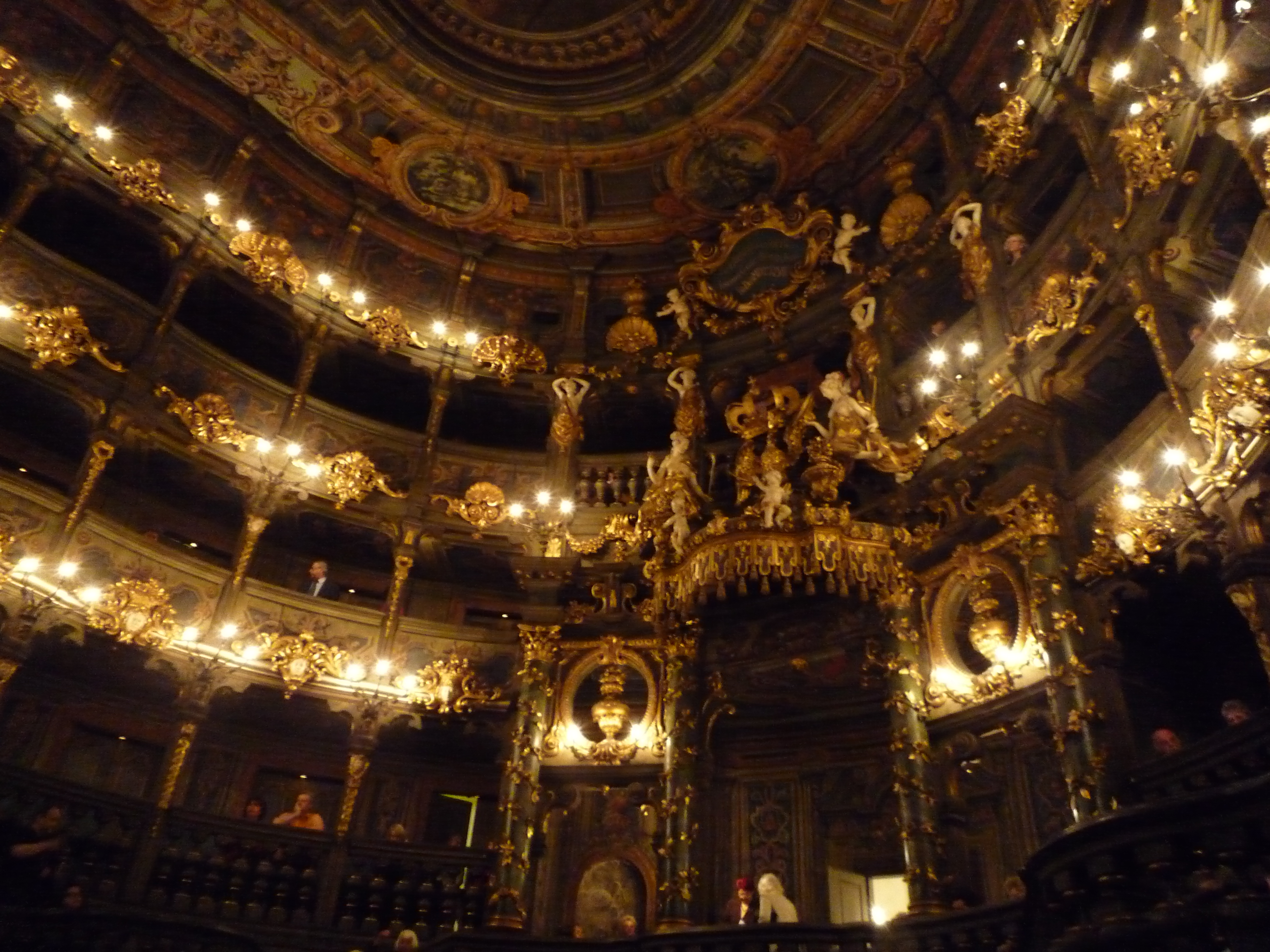
Weltkulturerbe Markgräfliches Opernhaus Bayreuth, eingeweiht 1748

Der Zeitpunkt, wann Anna Bon das Ospedale verließ, um zur Truppe ihrer Eltern zu stoßen, ist nicht bekannt, aber der ihrer Ankunft in Bayreuth ist zumindest einzugrenzen: Schon im Vorjahr (November 1755) schrieb die Markgräfin Wilhelmine von Bayreuth ihrem Bruder Friedrich dem Großen, La Rosa (die Sängerin Rosa Ruvinetti-Bon), Mutter Anna Bons – die ihre Tochter möglicherweise schon bei sich hatte –, gäbe für den Hof ein Intermezzo. Diesem folgten weitere Intermezzo-Vorstellungen, es handelte sich um den Beginn eines längeren Engagements der Bon-Familie am Bayreuther Hof.
Mitte August 1755 war das Markgrafenpaar von Italien zurückgekehrt und konnte offenbar ein inzwischen fertiggestelltes „Nuovo theatre“ mit Intermezzo-Vorstellungen einweihen. Die Verbindung zur Bon-Familie könnte durch den Schwager Markgraf Friedrichs geknüpft worden sein, den Fürsten Alexander Ferdinand von Thurn und Taxis in Regensburg, bei dem die Bons 1753/1754 engagiert waren. Er hatte die Verbindung nach Frankfurt hergestellt, wo die Bontruppe ab September 1754 Gastspiele gab.

#### Die (Musik-)Akademie
Zurückgekehrt von einer ausgedehnten Kunstreise nach Südfrankreich und Italien, ließ das Markgrafenpaar seine Erfahrungen durch die Gründung einer Akademie der freien Künste und Wissenschaften der Bevölkerung zugutekommen. Anna Bons Vater Girolamo Bon erhielt die Stelle eines Professors für Architektur und Perspektive. Wenig bekannt wurde bisher über die Musikabteilung an diesem Institut: „Er hielt eine mit den besten italienischen Sängern und Sängerinnen besetzte Kapelle und errichtete für die Musikliebhaber am Hofe und in der Stadt eine Musikakademie.“ Mit diesem knappen Hinweis wurde 1795 über die Musikabteilung an der Kunstakademie von 1756 berichtet. Ein Lehrplan für Musik, wie für die bildnerischen Fächer, hat sich bisher nicht gefunden.
Als inoffizielle spiritus rectrice der Musikabteilung fungierte Wilhelmine von Bayreuth, die Komponistin, Lautenistin, Cembalistin, Librettistin und Intendantin der Hofoper. Ihr Gatte, Friedrich, Schüler von Michel Blavet und Johann Joachim Quantz spielte Traversflöte, Gambe („Kniegeige“) und das französische Modeinstrument Musette de Cour, eine Art vornehmen Dudelsack. Der Hof hatte sich zur Flöten-Hochburg entwickelt. Mittwochs gab es die Akademiekonzerte, an denen sich das Markgrafenpaar beteiligte. Es ist kein Konzertprogramm-Zettel erhalten geblieben, nur eine Liste der clavecins (Cembali) der Markgräfin Wilhelmine, nach der auch drei Instrumente in den Räumen der Akademie standen, was die musikalischen Veranstaltungen dort bestätigt. Auch in den Wohnungen der Sänger standen von ihr geliehene Cembali, zum Beispiel bei Madame Bon, als praktisches „sponsoring“.
In diesem ersten Jahr der Kunstakademie (1756) stand die Oper Amalthea (französisches Libretto von Wilhelmine von Bayreuth) im Fokus. Ihre Musik, die verschollen ist, stammte „di vari autori“, sodass Anna Bon als eine dieser autori in Erwägung zu ziehen ist. Der Wohnsitz blieb den Bons – davon ist auszugehen – bis 1761 erhalten, trotz ausgedehnter Opernreisen, denn solange ist Girolamo Bon als Professor an der Kunstakademie im Hofkalender angezeigt. Darüber hinaus war er geschäftlich mit Nürnberg verbunden.
Anna Bons Widmung der Flöten-Sonaten an Markgraf Friedrich:

„Altezza Serenissima,

die Ehre, die ich genieße, in die Reihe der Kammermusiker aufgenommen zu sein[,] und die Gnade[,] mit welcher es ihrer Durchlaucht gefallen hat, einigen meiner Kompositionen für die Flöte Aufmerksamkeit zu schenken, sind die Gründe, weshalb ich Mut zu diesen angeschlossenen sechs Divertimenti [ihre Bezeichnung der Flötensonaten] habe, welche ich bitte, wohlwollend anzunehmen, so daß ich ermutigt wäre, mich eifrig in dieser schönen und gefälligen Kunst zu vervollkommnen. In wessen Hände dieser Band auch gelangen möge, – ich bin überzeugt, daß dieser mein Vorhaben loben wird. Sind Ihre Durchlaucht doch der erste Fürst, welchem ich als Stpendiatin („di servire pensioniera“) zu dienen das Glück habe, weshalb es meine Pflicht ist, Ihnen meine ersten Werke vor allen anderen in der Welt zu widmen. Wenn Ihro Durchlaucht sich herabließen, diese anzunehmen[,] und Nachsicht mit dieser meiner ersten schwachen Komposition zu haben, deren Titel mit dem ruhmreichen Namern ihrer Durchlaucht verziert ist, dann würde dies ein Schutz vor jenen Kritik sein, der nicht bewusst sind die Schwierigkeiten in diesem Beruf, noch das Alter der Komponistin. Wenn sie jedoch einige Passagen bemerken sollten, die für die Flöte unbequem sind, dann möge Ihre Durchlaucht verzeihen, weil mein instrument das Cembalo ist und mir die Feinheiten und der leichte Umgang mit jenem nicht immer geläufig sind. Voll Zurückhaltung und tiefstem Respekt erlaube ich mir, Ihnen die Hand zu küssen, im Glanz dessen mich nennen zu dürfen Ihrer Durchlaucht Hoheit bescheidenste, unterthänigste, verpflichtetste Dienerin Anna Bon.“

### Die Komponistin
In welcher Form Anna Bon „die Schwierigkeiten dieses Berufes“ kennengelernt hatte, der „dieser schönen und gefälligen Kunst“ – des Komponierens – diente, hat sie in ihrer Widmung nicht gesagt. Ihre vorsichtige Andeutung erinnert an die geringe Aufnahmebereitschaft der Gesellschaft in Bezug auf Komponistinnen: Schon die erste offizielle musikalische Veröffentlichung einer Frau, der Renaissance-Komponistin Maddalena Casulana, war 1568 (in Venedig) zum Schutz an eine einflussreiche Medici-Dame gerichtet 

„[…] um (wenigstens in der Form, wie es mir im Beruf der Musikerin vergönnt ist) der Welt den närrischen Irrtum der Männer aufzuzeigen, die von sich selbst großmütig glauben, dass sie allein die Meister hoher intellektueller Fähigkeiten seien. Und sie meinen, dass diese Fähigkeiten bei den Frauen nicht in gleichem Maß vorhanden sein können.“

 Auch die venezianische Komponistin Barbara Strozzi glaubte, ihre erste Veröffentlichung 1644 „vor den Blitzen der vorbereiteten Verleumdungen“ schützen zu müssen.
Als „Cammermusikerin und Virtuosa“ profitierte Anna Bon vom professionellen Klima an der Bayreuther Kunstakademie und veröffentlichte dreimal hintereinander (1756–1759) sechs Sonaten. Am liberalen Hof Markgraf Friedrichs durften auch Sängerinnen in der Kirche singen, was noch zu Johann Sebastien Bachs Zeit in Deutschland selbst in der protestantischen Kirche verpönt war.

#### Unter Markgräfin Wilhelmine
Von der Opernleiterin Markgräfin Wilhelmine gingen viele Impulse aus. Seit 1751 Mitglied der römischen Accademia dell’Arcadia, einer internationalen literarischen Akademie, war sie eine römische pastorella arcade, eine „Hirtin in Arkadien“ – der Name war Programm. Als Pastorella (Mitglied) schuf sie mehrere Operntexte. 1756 verfasste sie das Opernlibretto der Opera seria Almathea und ließ es „di vari autori“ vertonen. Das war die sogenannte „Pasticcio (Pastete)-Praxis“, wobei die Sänger ihre persönlich bevorzugten Arien fremder Komponisten einbringen konnten (sogenannte „Kofferarien“), wenn sie zum musikalischen Affekt und zum Stand der Handlung passten. Ein nicht zu unterschätzender Nebeneffekt dieser Pasticcio-Praxis war, Honorar für den Komponisten einzusparen und finanzielle Engpässe zu umgehen. Anna Bon war später selbst als Komponistin an dem Pasticcio Artaserse beteiligt.
Im Jahr 1756 kann das Unternehmen Amalthea als Lehrbeispiel für die Musikabteilung der neugegründeten Akademie angesehen werden. Vermutlich gehörte Anna Bon zu den „vari autori“ dieses Pasticcios. Es mussten die verbindenden Rezitative eingerichtet werden. Ob und welche Lehrer sie dabei hatte, ist nicht bekannt. Zu denken ist an die arrivierten Kammermusiker, Kapellmeister Johann Pfeiffer und Hof-Compositeur Jakob Friedrich Kleinknecht, denn sie sprach ja vom Kreis der Kammermusiker. Noch im Todesjahr der Opernleiterin Wilhelmine wurde anlässlich der Hochzeit der Ernestine Auguste Sophie von Sachsen-Weimar-Eisenach mit dem Herzog von Hildburghausen ein Pastorale und ein „Singspiel“ aufgeführt (Juli 1758).
Anna Bons spezielles Instrument war das Cembalo. Das bedeutete, neben solistischem Spiel den Generalbass zu beherrschen. Die tiefste Stimme der Musik mit der gleichzeitigen Übertragung der mitlaufenden Ziffern für Intervalle und Harmonien (Basso continuo) bildet Grundlage der barocken Komposition. Zum Üben hatte Wilhelmine der Familie Bon ein Cembalo aus ihrem Besitz überlassen.
Nach den Sonaten für Markgraf Friedrichs Flöte op. I komponierte sie für ihr Instrument Sei Sonate Per il Cembalo opus II, die sie der genannten gleichaltrigen Ernestine Auguste Sophie widmete, gedruckt 1757 in età d’anni dieci sette („im Alter von 17 Jahren“). Einen zusammenhängenden Zyklus für dieses Instrument von erneut sechs Sonaten zu veröffentlichen, war für eine 17-Jährige eine Leistung.
Das opus III, Sei Divertimenti a Due Flauti e Basso, wendet sich an Kurfürst Karl Theodor. Dessen Residenz galt damals als musikalisch besonders glänzend, sein Orchester, angeführt von dem böhmischen Violinvirtuosen Johann Stamitz, bildete einen neuen Stil aus, der sich vom Generalbass löste. In diesem dritten Heft Anna Bons fehlt ihr Titel Virtuosa di Musica di Camera in Diensten des Markgrafen, jedoch nicht ihre Altersangabe presentemente in età d’anni dieci nove („im Alter von 19 Jahren“), sodass auf eine Veröffentlichung dieser Trios erst nach dem für den Hof einschneidenden Ereignis, dem Tod der Markgräfin Wilhelmine (14. Oktober 1758), zu schließen ist. Der Druck der Trios wirkt weniger sorgfältig, vielleicht gab es Verzögerungen durch Kriegsereignisse (Siebenjähriger Krieg). In Nürnberg erschien der Friedens- und Kriegskurier, der für Anna Bons Werke warb.
ċċ
Das Pasticcio Artaserse, an dessen Musik Anna Bon neben vier anderen Komponisten gearbeitet hat, dürfte noch am Hof der Pasticcio-Spezialistin Wilhelmine zu einem Ganzen geformt worden sein, seine Aufführung geschah 1759/60 in Pressburg.

### Die Sängerin

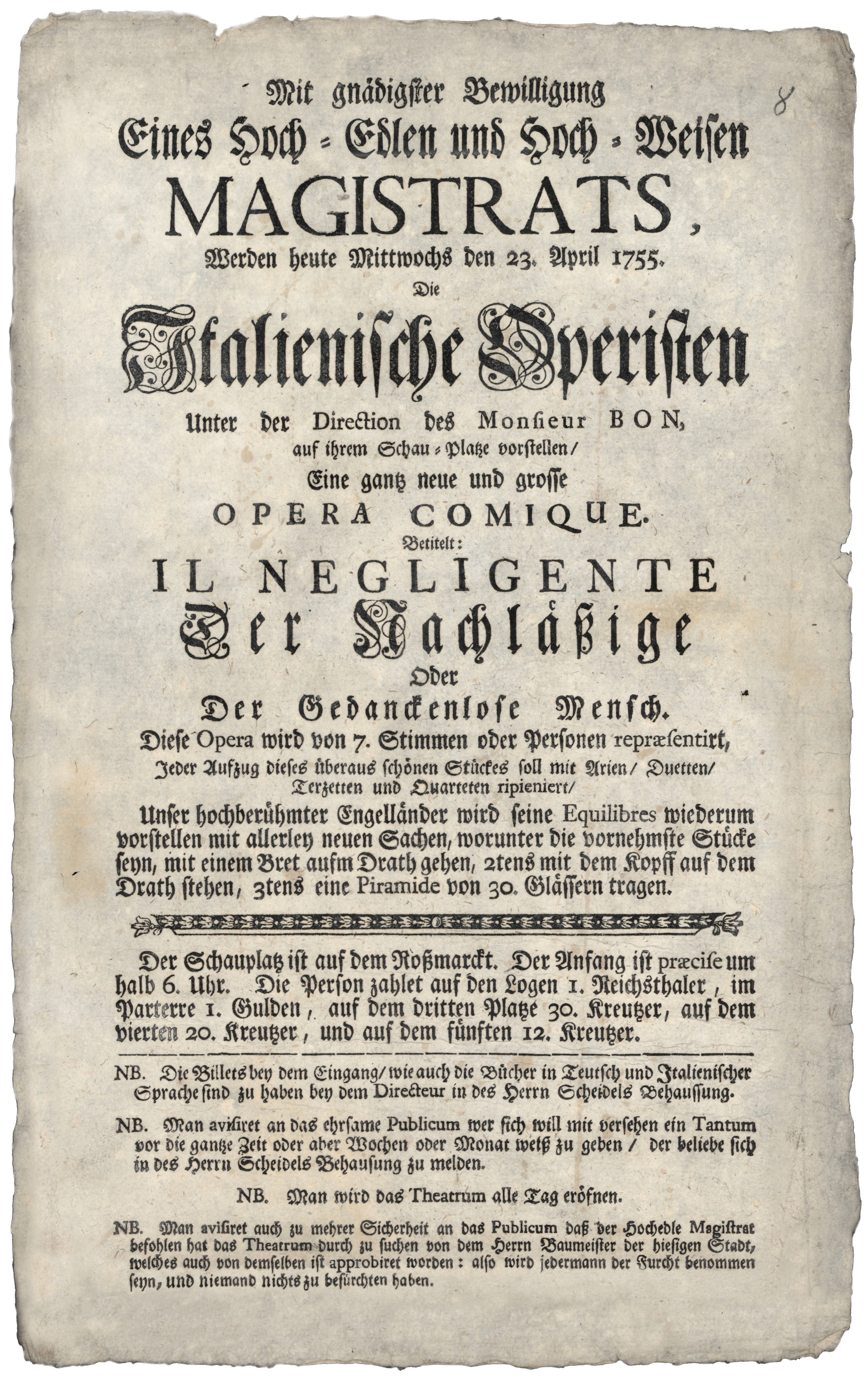
In dieser Oper sang Anna Bon die weibliche Hauptrolle

Was die Frage betrifft, wann sie als Sängerin zur Truppe ihrer Eltern stieß, ist festzustellen, dass weder in den Bayreuther Hofkalendern noch in den gedruckten Bayreuther Libretti dieser Jahre mit Aufführungsdaten ihr Name erscheint.
Damals war der einzig mögliche offizielle Titel für eine Musikerin der einer „Cammer-Sängerin“. Erstmals als solche, dazu in der Steigerungsform Virtuosa di Musica di Camera, ist Anna Bon auf der ersten Seite ihrer Flötensonaten (op. I, Druck 1756) ausgewiesen. Ob sich dieser Titel explizit auf ihren Gesang bezieht, ist unklar. Da sie jedoch in ihrer Widmung an den Markgrafen schreibt, er sei der erste Fürst, che hò la Fortuna di servire a penseriero (dem ich das Glück habe, als Stipendiatin zu dienen), muss sie dem Titel Virtuosa di Musica di Camera in praktischer Form (dienen) gerecht geworden sein, nicht zuletzt eben als Sängerin.
Als Sängerin könnte sie schon bald Verpflichtungen außerhalb des Bayreuther Hofes gehabt haben, denn im selben Jahr 1756 soll sie am 20. Juli in Dresden in der Oper La Ritorna di Londra von Domenico Fischietti (Text: Goldoni) aufgetreten sein. Das wäre ihr bisher frühestes (datiertes) Auftrittsdatum als Opernsängerin.
In der Library of Congress in Washington existiert der Mikrofilm eines weiteren Librettos, auf dem Anna Bon angegeben ist: Das dramma per musica Il Negligente mit Angaben nicht nur zum Textdichter Carlo Goldoni und Komponisten der Arien Vincenzo Legrenzio Ciampi, sondern auch der Ausführenden. Anna Bon ist als Sängerin der weiblichen Hauptrolle, der „Lisaura“, vor ihrer Mutter Rosa Bon angegeben, als „Mad. Anna Bon“. Damit ist für sie auch die Bezeichnung „Primadonna“ gerechtfertigt. Mit dem Washingtoner Titel stimmt insgesamt ein datierter Frankfurter Theaterzettel vom 23. April 1755 überein, einer gantz neuen und grossen Opera Comique [,] betitelt: Il Negligente. Das könnte demnach ihre Mitwirkung bereits in Frankfurt bedeutet haben, beide Male ist von sieben Darstellern die Rede.
Ab 1758 sind Gastspielreisen der Familie Bon nach Wien, Pressburg und Eisenstadt mit Anna Bons Auftritten als Sängerin auf der Opernbühne bezeugt. Nach Mátyás Horányi sind das die 1759 und 1760 in Pressburg gegebenen Hasse-Opern Leucippo und Don Calandrano, nach Zdenko Nováček dazu noch Demetrio von Gluck (?). Diese Opern gehörten auch zum Frankfurter Programm 1754/1755 der Bon-Truppe.
In der Spielzeit 1761/1762 sang sie dann an der Seite ihrer Mutter am kaiserlichen Burgtheater in Wien unter der Direktion Graf Durazzos.
Wenig spektakulär klingt ihre Dienstanweisung beim Fürsten von Esterhazy am 1. Juli 1762: „… wird sie gehalten seyn 2do So wohl zu den Cammer- als Chor Musique zu erscheinen, und unsern Capel-Meister [Joseph Haydn] alle parition zu Leisten, mit-hin was von Musicalien ihnen vorgelegt werden, solche abzusingen“. Dass sie, Anna Bon, damit gemeint ist, geht nur aus der Überschrift hervor: „Im heute unten eingesetzten Tag und Jahr ist der Mahler Le Bon samt seinem Weib und Tochter auf ein Jahr Lang in unserem Dienste an- und aufgenommen worden folgendermassen:“.
1764 komponierte Joseph Haydn eine Huldigungskantate für seinen Dienstherrn Fürst Esterhazy und schrieb mit eigener Hand den Namenszug von Anna Bon und ihrer Mutter als Besetzung. Es ist in der Erst-Ausgabe 2002 (siehe Literatur) die zweite Kantate in C, in der beim Beginn des zweiten Satzes „Coro“ Sembra che in questo giorno als Solistinnen „Sigra [Rosa] Bon“, (Soprano I) und „Sira [Anna] Bon“ (Soprano II) eingetragen sind.
Dass Anna Bon neben ihrem Komponieren den praktischen Beruf der Sängerin ausübte, hat eine Parallele: Maddalena-Laura Lombardini Sirmen, die bereits erwähnte venezianische Geigen-Kollegin in Venedig, welcher zuerst der Sprung aus dem Ospedale di San Lazzaro dei Mendicanti in eine Karriere als Komponistin und Violinistin gelang, wechselte später zum Operngesang.
Fast nichts wurde über die Aufführung der Oper Artaserse (Preßburg 1760) bekannt, an der Anna Bon, wie angegeben, sowohl kompositorisch als darstellerisch bezeugt ist.  Eine Anna Bon als Komponistin zugewiesene geistliche Arie Astra coeli hat Da capo-Form, wie sie in den Opern gesungen wurde. Die darin enthaltenen Koloraturen und Verzierungen dürften ihrem persönlichen gesanglichen Niveau und Leistungsstand entsprochen haben.

### Die Cembalistin
„Mein Instrument ist das Cembalo“ erfahren wir einzig und allein aus Anna Bons Widmung zu ihrem opus I an Markgraf Friedrich von Bayreuth. Obwohl der Name der „Virtuosa di musica di Camera“ nicht in die tatsächliche Liste der Musiker im Hofkalender aufgenommen wurde, darf ihre Mitwirkung im Orchester als Continuospielerin oder als Cembalo-Solistin in Hofkonzerten vermutet werden, denn die Stelle eines Cembalospielers in Bayreuth wurde erstmals nach dem Tod Wilhelmines besetzt.
Anna Bon lernte die modernsten Tasteninstrumente am Bayreuther Hof kennen, die seit Ankunft Wilhelmines im Jahr 1732 angeschafft wurden. Die erwähnte Liste der nachgelassenen „clavecins“ der Markgräfin führt Cembali, Hammerflügel und Clavichorde auf. Daraus ist zu entnehmen, dass „ein groß Clavecin mit 2 Registern bey Madame Bonn“ stand, als tatkräftige Förderung durch die Markgräfin zur Übung für die singende Mutter Rosa oder die Cembalistin Anna. Als Instrumentalistin war sie mit Feinheiten des Spiels, des Ausdrucks und technisch-tonlicher Details vertraut, das ist Anna Bons Widmung zu entnehmen. Darin entschuldigt sie sich, wenn einige Passagen ihrer Komposition für das Instrument des Markgrafen (Flöte) unbequem seien, da ihr Instrument das Cembalo ist. Das ist keine Höflichkeitsfloskel, sondern bezieht sich auf die speziell vom Markgrafen verwendete Flöte mit der zweiten Klappe, der sogenannten „Dis-Klappe“; diese trug zur Unterscheidung feinster Intonations-Schattierungen bei.

### Im Ensemble Joseph Haydns am Hofe des Fürsten von Esterhazy

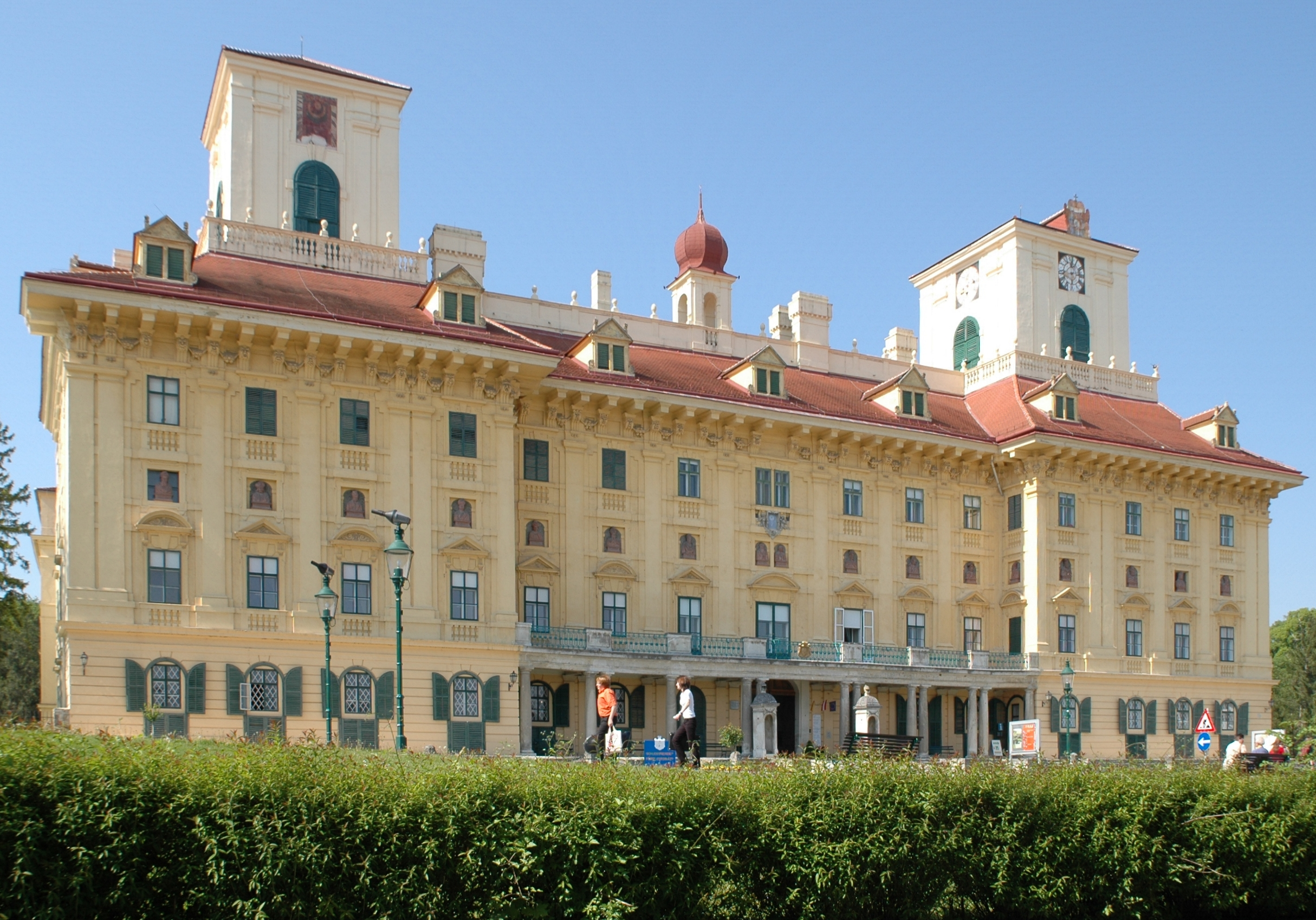
Schloss Esterházy in Eisenstadt

Nach ihren Gastspielen in Wien, Pressburg und Eisenstadt, bei denen bereits zwei Sänger der Esterhazykapelle mitwirkten, erhielt die Familie Bon ein Engagement beim Fürsten Nikolaus von Esterhazy in Eisenstadt, genannt „der Prachtliebende“. Der Vertrag datiert vom 1. Juli 1762, darin wird Anna Bon nicht mit ihrem Namen, sondern als „Tochter“ benannt, auch der Name der Mutter, immerhin der einer europaweit berühmten Sopranistin, erscheint nicht, sondern nur als „Weib des Hieronymus Bon“.

„Im heute unten eingesetzten Tag und Jahr ist der Mahler Le Bon samt seinem Weib und Tochter auf ein Jahr Lang in unserem Dienste an- und aufgenommen worden folgendermassen: 1mo Wird seine Schuldigkeit seyn zu allen Mahlerarbeith welche ihme von uns, oder durch andere, jedoch aus unseren Befehl angegeben wird, Besonders was das Theatre anbelangt, all seinen möglichen Fleiß anzuwenden, und weilen sein Weib eine Singerin ist, als wird sie gehalten seyn 2do So wohl zu den Cammer- als Chor Musique zu erscheinen, und unsern Capel-Meister alle parition zu Leisten, mit-hin was von Musicalien ihnen vorgelegt werden, solche abzusingen, und da all-ihre Schuldigkeiten zu Papiere zu setzen für überflüssig erachtet wird, so überlasset mann sothanen ihrer geschicklichkeit, und Diensteifer das Dieselben nach gestalt deren umbständen von selbsten dahin Bedacht sein werden, alle Satisfaction von sich zu geben, überhaupt eben sollen Sie sich ehrlich, Christlich, ruhig und friedig aufführen Dagegen 3tio für solche dienst-Leistung obigen verbunden ist, Resolviret 4to An baaren geld für alle jährlich 600 Fl. oder Monatlich 50 Fl. Reinl. und werden hiermit an unser Ober Einnehmer-Amt angewiesen. Nebst und ohnedem 5to Werden ihnen 10 Eimer Wein Eisenstadter Hain accordiert. Gegeben Eisenstadt den 1ten Julii 762. Hieronymus Bon [mpria] [Umschlag] 762 Conventio pictoris le Bon et ejus uxoris ut Cantatricis.“

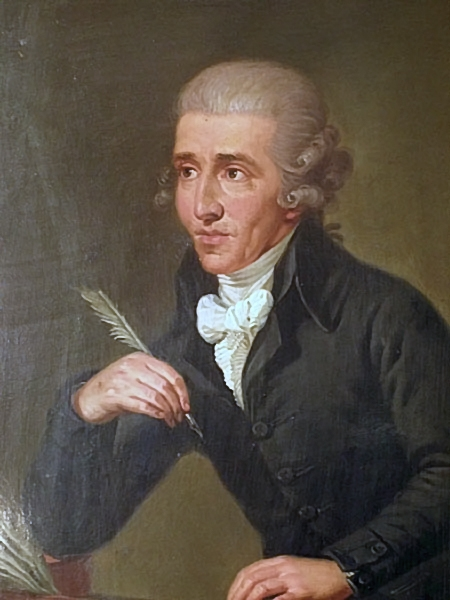
Joseph Haydn (Gemälde von Ludwig Guttenbrunn, um 1770)

Unter ihrem neuen Dienstherrn Joseph Haydn wurden die beiden Bon-Damen jedoch auf besondere Art „aktenkundig“: er schrieb eine Willkommens-Kantate für Fürst Esterhazy Al Tuo arriva felice, in die er eigenhändig die Besetzung der beiden als Solistinnen eintrug: „Sigra Bon“, (Rosa) 1. Sopran und „Sira Bon“ (Anna), 2. Sopran. Die Kantate wurde im Frühjahr 1764 aufgeführt zur Rückkunft des Fürsten von den Krönungsfeierlichkeiten in Frankfurt am Main. Der solistische Einsatz der beiden Sängerinnen Rosa und Anna Bon bezeugt ihre Wertschätzung seitens des Meisters in Anwesenheit seines fürstlichen Dienstherrn.
Von den ersten italienischen musikdramatischen Werken Haydns haben sich zwei unvollständig erhalten. Das Wienerische Diarium berichtete anlässlich einer im Januar 1763 gefeierten Esterhazyschen Hochzeit über die Bühnenstücke, ohne die ausführenden Künstler zu nennen. Aber es liegt nahe, dass die Bons die Opera buffa, deren „sonderbarer Erfolg“ eigens berichtet wurde, aufgeführt haben, handelte es sich doch um das Spezialgebiet der Bon-Familie, für das sie im Hinblick auf das Hochzeitsfest engagiert wurde. Weitere Besonderheiten sind nicht bekannt. Die „Virtuosa di Musica di Camera“ vom Bayreuther Hof wird stets nur als „Tochter“ (des Girolamo Bon) bezeichnet. Bis 1765 ist „die Tochter“ noch im Dienst als Sängerin zu verfolgen, danach verließ sie den Hof, wie die Akte aussagt.
Der bisher einzige Beweis, dass sie noch komponierte, könnte ihre Arie Astra coeli sein. Diese soll in der Schlossbibliothek von Český Krumlov im ehemaligen Süd-Böhmen verwahrt werden; erste Nachforschungen im Katalog der Tschechischen Nationalbibliothek brachten dazu noch kein Ergebnis.
Altersmäßig war Anna eine nicht viele Jahre jüngere Zeitgenossin Joseph Haydns. Aber auf den „Haydn-Stil“, womit hier die frühe Klassik gemeint ist, weist von ihren Kompositionen erst ihre zuletzt aufgetauchte Aria Astra coeli für Sopran und Streicher hin.

### Das Verschwinden einer Musikerin
Anna Bons Name wurde schon in den Bayreuther Akten bisher nicht gefunden, und sie ist auch am Esterhazy-Hof nicht häufig und nur als „Tochter“ ohne Namen genannt. Einzig ihre Nürnberger Drucke, angezeigt im Nürnberger Friedens- und Kriegskurier, sowie vereinzelte auswärtige Librettodrucke zeigen diesen. Der Komponist Joseph Haydn notierte ihn abgekürzt als Besetzungsanweisung in einer Kantate.

#### Gerbers Lexikon
Anna Bon verschwand, nachdem sie, laut Ernst Ludwig Gerber im Jahr 1767 (angeblich) am Hofe der Herzogin von Hildburghausen in Thüringen aufgetaucht war. Den Gewährsmann für diese Nachricht gibt Gerber als „Herrn von Imhoff“ an: „Bon (Anna) – lebte im J. 1767 zu Hildburghausen als Gattin des dasigen Kammer- und Opernsängers und sehr braven Tenoristen Mongeri.“ Die Herzogin war ihre ehemalige Bayreuther Gefährtin, die Weimarer Prinzessin Ernestine Auguste Sophie (s. o.), die 1758 in Bayreuth den Herzog Ernst Friedrich Carl von Hildburghausen geheiratet hatte. Ihr hatte Anna Bon ihre sechs Klaviersonaten gewidmet.

#### Kirchenbuch Hildburghausen
Hildburghausen als Wohnort der Anna Bon als „Gattin des dasigen braven Kammer Sängers Mongeri“ lässt sich nicht belegen und ist eigentlich unwahrscheinlich, denn laut Kirchenbuch ist der „hochfürstl.[iche] Hof- u. Cammer Sänger“ „Francesco Mongeri“ in der fraglichen Zeit in Hildburghausen nachweislich mit einer anderen Frau verheiratet, mit der er in diesen Jahren drei Kinder hat. Eine eventuelle Scheidung des „braven“ Mongeri und erneute Hochzeit bis 1767 sind schwer vorstellbar, eine Hochzeit Mongeri/Anna Bon fand laut Kirchenbuch in Hildburghausen nicht statt. Nachrichten über einen anderen Sänger unter demselben Familiennamen waren dort nicht zu finden.

#### Spur nach Böhmen
Eine Spur weist nach Böhmen: Die Arie Astra coeli liegt handschriftlich überliefert angeblich auf Schloss Český Krumlow im ehemaligen Böhmen. Es gibt auch eine weitere Spur: Auf einer alten Notenhandschrift eines Offertoriums aus dem Besitz des böhmischen Komponisten Zdeněk Fibich ist der handschriftliche Eintrag: „La Bona“ zu lesen. Wenn es nur eine Besitznotiz sein sollte, hätte es sicher keinen Artikel („la“), La Bona klingt nach einem damals als bekannt gehandelten Künstlerinnen-Namen – ihrem Namen als Komponistin? Als damals anerkannte Sängerin müsste ein Doppelname zu lesen sein, falls sie inzwischen geheiratet hätte.

## Musikalisches Rokoko: Anna Bons Stil
Anna Bons Sonaten entstanden und wurden gedruckt innerhalb von drei Jahren 1756 bis 1759, die handschriftlich überlieferte Arie entstand schätzungsweise 1765/1770. Ihre Musik – höfisches musikalisches Rokoko – gehört zur kurzen Epoche zwischen Spätbarock und früher Klassik. Diesen Stil, im Allgemeinen als galanter Stil bezeichnet (~1740–1770), beschreibt Carl Philipp Emanuel Bach in seiner Selbstbiographie: 

„Von allem dem, was besonders in Berlin und Dresden zu hören war, brauche ich nicht viele Worte zu machen; wer kennt den Zeitpunkt nicht, in welchem mit der Musik sowohl überhaupt als besonders mit der accuratesten und feinsten Ausführung derselben, eine neue Periode sich gleichsam anfieng, wodurch die Tonkunst zu einer solchen Höhe stieg, wovon ich nach meiner Empfindung befürchte, daß sie gewissermassen schon viel verlohren habe.“

 Bach bezieht sich auf seine Berliner Jahre in Diensten des Preußenkönigs, an deren Anfang für ihn „die Gnade“ stand, dessen erstes Flöten-Solo „allein am Flügel zu begleiten“, wie er sich ausdrückt. Dieser „neuen Periode“ höfischer „Musica da Camera“ und deren „accuratester und feinster Ausführung“ – sein schwärmerischer Unterton ist herauszuhören – gehört Anna Bons Kammermusik an, die am Hofe von Wilhelmine von Bayreuth, der Schwester des Königs, entstand.

### Cantabile
Die musikalische Umwelt Anna Bons war die italienische Oper, in die sie als aktives Mitglied der Operntruppe ihres Vaters hineinwuchs. Der Operngesang folgte den menschlichen Gefühlen im „dramma per musica“. Es entstand eine Wechselwirkung zwischen Gesang und Instrumenten, indem zum Beispiel Flöte und Violine die Nuancen der Singstimme nachahmten, was beispielsweise mit der Vortragsbezeichnung „Cantabile“ ausgedrückt wird. Im Gegenzug wurden die instrumentalen Spielereien – Arpeggien (Akkordbrechungen), Skalen (Läufe), Intervallsprünge und Triller – von den „Gurgeln“ der Kastraten und Primadonnen im wahrsten Sinne des Wortes auf die Spitze getrieben.
Diese Musik trägt den Stempel der Aufklärung, in deren Mittelpunkt der Mensch mit seinen individuellen Affekten und Empfindungen stand. Dazu gehörte ein „zurück zur Natur“, das sich im ruhigen Adagio und in kantablen Linien mit dem Anreiz zu improvisierten Verzierungen entfaltete. Die cantablen „Manieren“ erlernten die venezianischen Mädchen im Unterrichtsfach „Maniera“ an den Ospedali.

### Generalbasssatz und Dramaturgie
Anna Bons kompositorischer Ausgangspunkt ist der barocke Generalbasssatz (den auch der junge Joseph Haydn noch praktizierte). Das heißt, ihre Melodien sind in der harmonischen Ausführung von der tiefsten Stimme abhängig. Dennoch haben sie freien Fluss, sind phantasievoll und „modern“. Damit passte sich die Komponistin dem galant-empfindsamen Geschmack des Bayreuther Fürstenpaares an. Alle Sonaten sind im jeweiligen Vorwort auch als „Divertimento“ bezeichnet, der musikalische Terminus für (höfische) Unterhaltung. Die tänzerischen Anklänge in den bewegten Sätzen bewirken das unterhaltsame Flair, wogegen die langsamen Sätze das Gemüt rühren sollen. Nahezu alle Sätze sind zweiteilig angelegt und – die Wiederholungszeichen zeigen es – laden zur Wiederholung ein. Wörtlich benannt als Tanz wird nur das „Menuett“, das sowohl mit Minore-Trio, (Moll-Einschub), als auch als Minuetto con Variazioni vorkommt.
Die Zyklen der ausnahmslos dreisätzigen Sonaten sind nach zwei verschiedenen dramaturgischen Modellen angelegt: Wenn der langsame Satz beginnt – formales Relikt der Kirchensonate – folgen die bewegten Sätze nach einer Art Steigerungsprinzip, in der Regel ohne die Tonart zu wechseln. Diese Form überwog in der Berliner und Bayreuther Schule. Bei der anderen Ausführung umschließen zwei schnelle Sätze den ruhigen Satz, der immer in einer kontrastierenden Tonart steht, ähnlich dem Concerto. Auch diese Variante ist an den Geschwister-Höfen Berlin und Bayreuth anzutreffen.

### Bayreuther Kammermusik

#### opus I (1756)

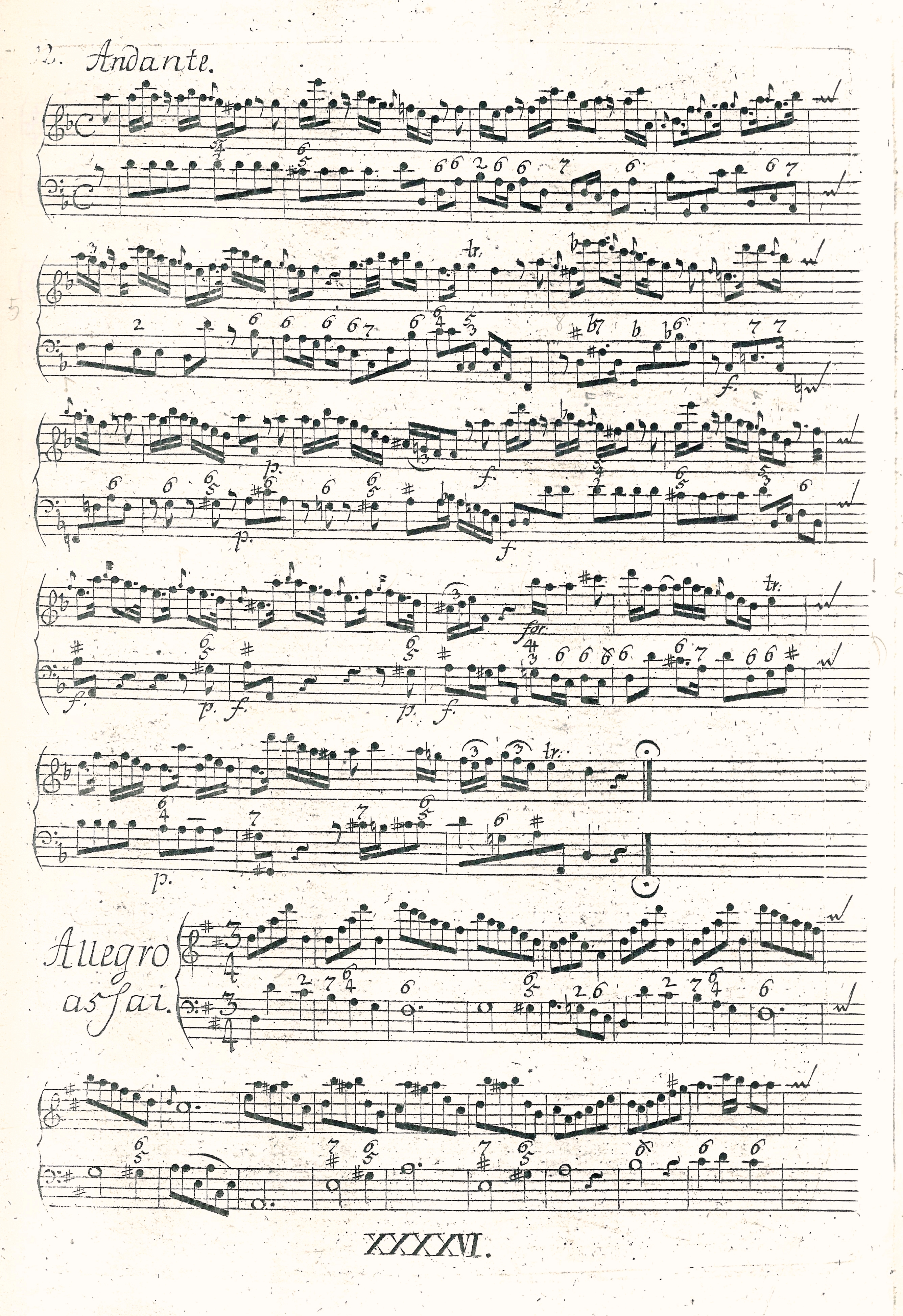
Andante und Beginn Allegro assai der Flöten-Sonate IV von Anna Bon di Venezia

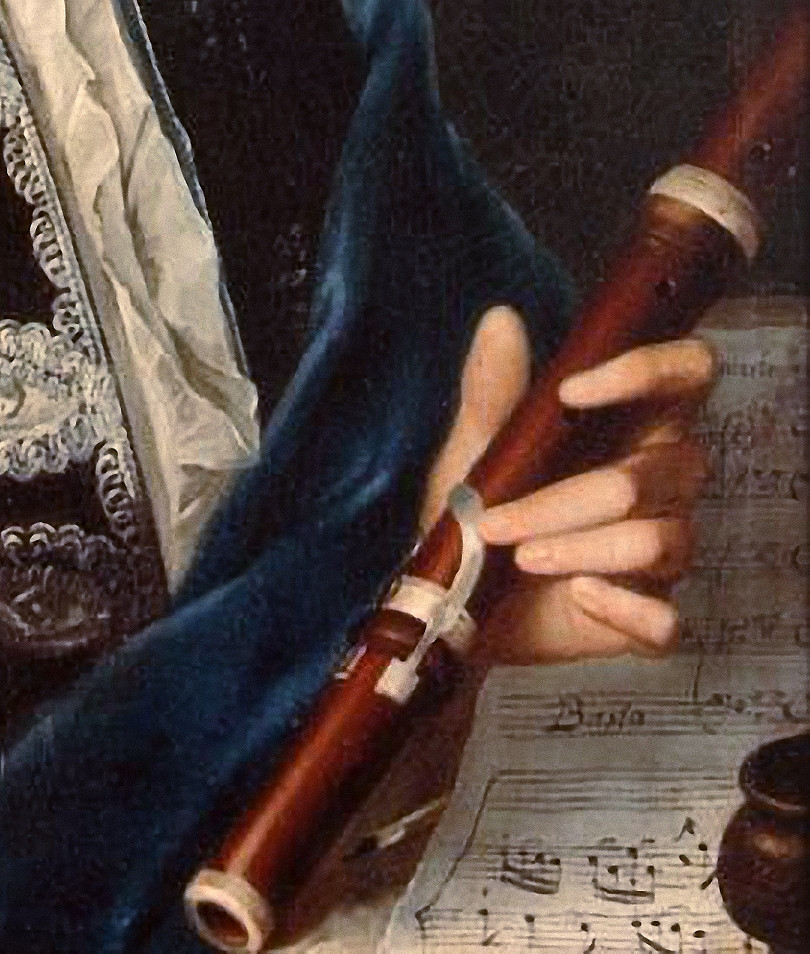
Die Quantz-Flöte mit der zweiten Klappe, Ausschnitt aus einem Gemälde des am Bayreuther Hof angestellten Malers Gerhard im Neuen Schloss Bayreuth

Dem Lieblingsinstrument Markgraf Friedrichs, der Flöte, hat Anna Bon mit opus I und III Rechnung getragen. Durch seine Vorliebe dafür und angeregt durch seinen Flöte spielenden königlichen Schwager in Berlin, den gemeinsamen Lehrer und Komponisten Johann Joachim Quantz und die Bayreuther Hofflötisten und Komponisten Christian Friedrich Döbbert und Jakob Friedrich Kleinknecht, dazu später noch dessen jüngsten Bruder Stephan Kleinknecht, entwickelte sich seine Residenz zu einer Hochburg für die „Traversiere“ (Querflöte).
Anna Bons Flöten-Sonaten opus I tragen im Titel die für das Erscheinungsjahr 1756 eher altertümliche Bezeichnung „VI Sonate da Camera“; „Sonata da camera“ wurde seit Arcangelo Corelli zur Abgrenzung von der Kirchensonate („da chiesa“) verwendet. Nach dem Wunsch der Komponistin soll bei ihrem Werk die Begleitung der Flöte von „Violoncello o Cembalo“, nämlich Violoncello „oder“ Cembalo ausgeführt werden, also explizit nur von einem Instrument; schon Arcangelo Corelli handhabte es so bei seinem opus V, 12 Solo-Sonaten für Violine, die vielen nachfolgenden Komponisten für die Ausführung einer begleiteten Solostimme zum Muster dienten. Auch er schrieb zur Ausführung des Generalbasses nur ein einziges Instrument vor: „Cembalo o Violono“ (Bass-Streichinstrument). Eine solche „einstimmige“, von nur einem Musiker ausgeführte Begleitstimme, ob nun linear durch das Violoncello bzw. Violono oder akkordisch durch das Cembalo, kann sich präziser den Finessen des individuell agierenden Soloinstruments anpassen.
Anna Bon rechnete mit der zweiklappigen Flöte des Markgrafen für akustische Feinschattierung, einer Mode des Rokoko. Der Mittelsatz Andante d-moll aus der D-Dur Sonate opus I Nr. IV mit seinen dynamischen Angaben und differenzierten Vorschlagnoten (siehe Notenbild insbesondere 4. System) zeigt solche Feinheiten.

#### opus II, 1757
Die solistische Tastenmusik begann in dieser Zeit, sich aufgrund der sich vermehrt entwickelnden Hammerklaviere zu verändern. Haydns frühe Klavier- (Cembalo-)Sonaten sind nicht datiert und werden auf „vor 1766“ angesetzt (einige Ausnahmen auf 1750–1760). Das Druckjahr 1757 von Anna Bons Cembalo-Sonaten zeigt sowohl im Hinblick auf die instrumentale Ausnutzung des Tastenraums als auf die Ausbildung der Sonatenform für Klavier ein fortschrittliches Stadium.
Der meist zweistimmige Ansatz (rechte Hand Melodie, linke Hand Basso continuo) dient oft zu virtuosen Ornamenten mit lebhafter Begleitung (zum Beispiel in Sonate IV). Zentraler Baustein ist das Hauptthema mit seinen Wiederholungen, seiner Beantwortung und seinen modulierenden Fortspinnungen, wie es ähnlich in Joseph Haydns frühen Sonaten zu beobachten ist. Beide Komponisten nahmen damit an der Entwicklung der klassischen Sonatenform für Klavier teil. Verglichen mit Haydns kurzen, verspielten Sätzen seiner frühesten Sonaten, die häufig unter dem Titel „Partita“ oder „Divertimento“ stehen, stellen Anna Bons sechs dreisätzige Sonaten op. II von 1757 eine ausgewogene und repräsentative Sammlung dar.
Die eindringlichen Melodien ihrer langsamen Sätze laden zu improvisierten „Manieren“ ein. Hier spürt man den sängerischen Atem, mit dem die Sängerin sie mit Leben (Verzierungen, Kolorierungen) erfüllen kann, wofür es das Unterrichtsfach „maniera“ an der Pietà gab.
Die 3. Cembalo-Sonate endet so wie die 3. Flöten-Sonate mit einem Menuet mit Moll-Trio. Ins Ohr fällt der letzte Satz der 4. Cembalosonate wegen eines launigen Zitats aus dem Intermezzo La Serva Padrona von Giovanni Battista Pergolesi. Der Kopfsatz der 5. Sonate ist ein musikalisches Sturm und Drangstück: er steht in h-Moll, sein punktiertes Anfangsthema kommt ähnlich auch bei einem Lautenwerk Jakob Friedrich Kleinknechts vor. Bei der 6. Sonate (1. Satz) sind rechte und linke Hand wie ein lebhafter, dialogisierender Kommentar gesetzt. Der Schlusssatz dieser Sonate (wie der der 6. Flöten-Sonate) ist betitelt „Menuetto con Variazioni“.

#### opus III, 1759
Die für den Generalbass gängigere Bezeichnung „Basso“ (= Basso continuo) verwendet Anna Bon für ihr opus III, die Flötentrios. Die Bezeichnung „Basso“ lässt einen größeren Spielraum, eine ganze „Bassgruppe“ zu: Zum Cembalo oder zur Theorbe (Basslaute) als Akkordinstrumente können zusätzlich lineare Instrumente wie Gambe, Violoncello oder Fagott treten, sodass ein solcherart begleitetes Trio ohne weiteres aus fünf und mehr Spielern bestehen kann.

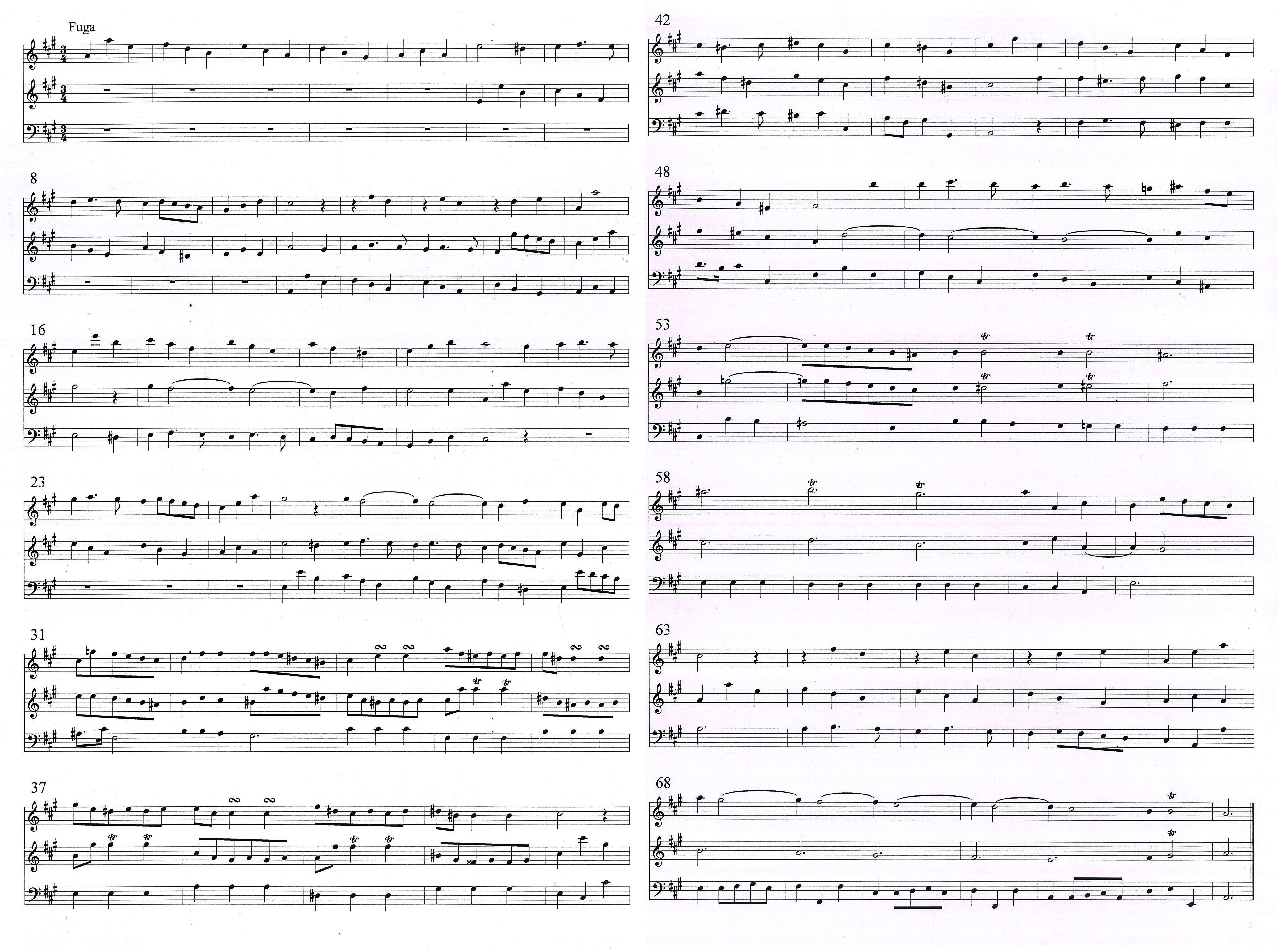
Moderne Partitur: Fuga op. III Nr. II (1759) von Anna Bon di Venezia

In Bons Trios Sei Divertimenti (die wörtliche Bezeichnung „Trio“ stammt aus den Stimmenheften) ist viermal das Prinzip der Steigerung angewendet, beginnend mit dem langsamen Satz. Die unterhaltsamen Dialoge der beiden Flöten zeigen kontrapunktisch ausgefeilten Satz und perfekte Modulationen (Tonartenwechsel). Ein Menuet-Satz fehlt in opus III, dafür hat der Mittelsatz des Trios Nr. II D-Dur eine leicht dahinschwebende Fuge im Dreiertakt. Das leichtfüßige Dreiklangsthema wird mehrmals im zwei- und dreifachen Kontrapunkt (Stimmentausch) durchgeführt. In der Mitte (Takte 31–40) befindet sich als Höhepunkt eine freie kontrapunktische Spielerei mit Modulationen in die entfernteren Tonarten. Trio bedeutet hier konsequenter (strenger) Satz für drei Stimmen. Er gilt kompositorisch gegenüber einer vierstimmigen Anlage als heikel. Bei Mehrfachbesetzung des Generalbasses (tiefste Stimme) können Harmonien wirkungsvoll betont werden.
Mit Blick auf die sechsmal gelungene Lösung des Triosatzes (6 Sonaten = 18 Sätze) wird die mitgedruckte Altersangabe der Komponistin (19 Jahre) verständlich, obwohl das kein Wunderkind-Alter mehr war. Wobei daran erinnert sei, dass die Trios ihres älteren Bayreuther Kollegen, des Hofkomponisten Jakob Friedrich Kleinknecht bis in heutige Zeiten gerühmt werden.

#### Oper „Artaserse“
Von der (angeblich 1760) aufgeführten Oper Artaserse, einem Pasticcio unter Beteiligung der jungen Komponistin neben vier Co-Komponisten (namentlich ist nur Anna Bon angegeben), aufgeführt in Pressburg 1760, ist keinerlei Musik erhalten; man weiß nur, dass es sich um einen Text von Pietro Metastasio handelte, dessen Textbuch in Pressburg erhalten sein soll. Es ist anzunehmen, dass Anna Bon nach dem Vorbild der unter Wilhelmine von Bayreuth gepflegten Pasticcio-Praxis gearbeitet haben könnte. Eine Reise nach Pressburg dürfte Näheres zeigen.

#### Aria „Astra coeli“
Es existiert ein vor wenigen Jahren wiederentdecktes Beispiel dafür, dass Anna Bon für Gesang komponierte. Ihre geistliche Arie Astra coeli steht in Da-Capo-Form, ihre ausschwingende Melodien weisen in die Frühklassik. Dass die Komponistin am Hofe der Wilhelmine die Arienkomposition studieren konnte, kann man an diesem Stück sehen: Lange, reich mit Vorschlägen und Trillern verzierte Triolen-Koloraturen auf einer Silbe erinnern an die Arien von Wilhelmines Oper Argenore. Es handelt sich um zwei Koloratur-Beispiele: 8 Takte lang auf „intona––te“ und 6 Takte lang auf „leva––te“.
Text (Übersetzung Maria Koldau):
| Astra coeli jam intona__te, | Sterne des Himmels erschallet,          |
| Corda nostra sic leva__te.  | Unsere Herzen erhebet.                  |
| Coelorum sacrata            | Dem Himmel geweihte                     |
| Numina cantate.             | Wesen singet.                           |
|                             |                                         |
| Hoc est grata amoris dies   | Dies ist der willkommene Tag der Liebe, |
| Hoc est cordis quies        | Dies ist des Herzens Ruhe               |
| Cum sancto triumphate       | Mit dem Heiligen frohlocket.            |
| Deum laudate.               | Lobet Gott.                             |

## Überlieferung bis zur Neuentdeckung
Anna Bons Lebensschicksal steht für dasjenige vieler Komponistinnen: Trotz gutausgebildetem Talent wurde sie von den „Schwierigkeiten dieses Berufs“ eingeholt, die für eine Frau höher waren als für männliche Kollegen. Sei es durch Namenswechsel oder Kindbetttod: Nach dreijährigem Aufenthalt in Esterhaza brechen die Protokolle über sie ab, ohne dass eine neue Wirkungsstätte der jungen Künstlerin zu erkennen ist.
Bald nach ihrem „Verschwinden“ wurden Anna Bons Bayreuther Werke opus I–III in Johann Georg Sulzers Allgemeine Theorie der schönen Künste, Berlin 1771–1774, aufgenommen. Gerbers oben angegebene Lexica ATL und NTL mit ihren Daten erschienen um die Wende des 18./19. Jahrhunderts. Das erste alphabetisch angelegte Quellenlexikon, eine Pionierarbeit Robert Eitners (1900–1904), verzeichnet auch Werke von Komponistinnen, darunter Anna Bon. 1971 begann die Reihe des darauf aufbauenden, umfassenden internationalen Quellenlexikons Répertoire International des Sources Musicales (RISM), das die Fundorte von Anna Bons Nürnberger Drucken auflistet.
1981 erschien in USA die International Encyclopedia of Women Composers von Aaron I. Cohen, in der Anna Bon als Komponistin mit ihren Werken op. II+III aufgenommen und die Kopenhagener Handschrift der Giedde-Sammlung (= Abschrift op. I) angegeben ist. Im Registerband der 17-bändigen Enzyklopädie Musik in Geschichte und Gegenwart 1 erschien 1986 der Name „A.(di) Bon“ (mit abgekürztem Vornamen), wo er auf den Artikel ihres Verlegers J. B. Schmidt in Nürnberg verweist, hier unter den Namen der von ihm verlegten Komponisten; die Neuauflage von Musik in Geschichte und Gegenwart 2 bringt den Namen Anna Bon gar nicht. 1991 veranstaltete die Stadtbibliothek Bayreuth eine Ausstellung zum Thema Komponistinnen, Verlockung zum Leben, zu deren dabei vorgestellten Komponistinnen Anna Bon gehörte.
Im 21. Jahrhundert wurden geistliche Vokalwerke, vermutlich von Anna Bon, gefunden, die auf eine Aktivität der Komponistin nach 1765 deuten könnten.
Biographisches über die drei Bons unter und neben Joseph Haydn hat erstmals der 2009 verstorbene amerikanische Wissenschaftler H. C. Robbins Landon gründlich recherchiert. The Norton/Grove Dictionary of Women Composers 1994 und The Norton Grove Dictionary of Music and Musicians 2001 berichten über Anna Bon, hier gilt es zwei Irrtümer zu berichtigen: Mongeri war nicht Annas Ehemann, und Anna Bon stand nicht in Diensten „Frederic the Great“, sondern Markgraf Friedrichs von Bayreuth. Die erste ausführliche biographische Arbeit über Anna Bon erschien 1995–1996 in der Zeitschrift Viva Voce und 1996 im Furore Verlag.
Originaldrucke der Werke Anna Bons bzw. zeitgenössische Abschriften befinden sich in Bibliotheken in Moskau, Berlin, München, Schloss Wolfegg/Württemberg, Kopenhagen, Brüssel, Gotha, Regensburg und Český Krumlov. International liegen Neudrucke und CD-Einspielungen vor.

### Musikalische Eckpfeiler ihrer Ausbildung
Neben den Vorbildern in Gestalt der Bayreuther Komponisten waren dies Antonio Vivaldi, dessen Enkelschülerin (über ihre Lehrerin Candida dalla Pietà) man sie nennen kann. Berührung dürfte sie entfernt mit Johann Sebastian Bach gehabt haben, als ihr Vater mit dessen Schüler Johann Friedrich Agricola zusammenarbeitete. Mozarts Geburtsjahr 1756 war dasjenige der Erstveröffentlichung ihres opus I. Mit Hasse und Gluck, den maßgeblichen Opern-Komponisten der Zeit, verkehrte sie, und Joseph Haydn war drei Jahre lang ihr Kapellmeister, bevor sie von der Bildfläche verschwand.

## Werke

### Instrumentalmusik

#### Op. I
VI/ Sonate da Camera/ per il/ Flauto Traversiere/ e Violoncello o Cembalo/ dedicate/ All' Altezza Serenissima/Di/ Federico/ Margravio Regnante/ Di/ Brandenburg Culmbach etc.:etc:etc:/ Composte/ da/ Anna Bon di Venezia/ Virtuosa di Musica di Camera/ all' attuale Servizio/ dell'/ Altezza Serenissima sudetta/ e presentemente in età d'anni sedeci/Opera prima/ Stampate alle spese della Vedova di Baltas: Schmidt/ in Norimberga/ 1756/ Nro. XXXXVI.
- I: Adagio 4/4 – Allegro 4/4 – Presto 2/4 (C/C/C)
- II: Largo 4/4 – Allegro 4/4 – Allegro 3/8 (F/F/F)
- III: Andantino 2/4 – Allegro C – Minuetto 3/4/Minor/Da Capo il Maggio (B/B/B–b–B)
- IV: Allegro moderato 4/4 – Andante C – Allegro assai 3/4 (D/d/D)
- V: Allegretto ¾ – Andante staccato 3/8 – Allegro 2/4 (g/g/g)
- VI: Adagio C-Allegro 2/4 – Menuet con Varazione 3/4 (G/G/G)

#### Op. II
Sei Sonate/ Per il Cembalo/ […] Ernestina Augusta Sophie/ Principessa/ Di Sachsen Weimar etc.:etc:/ [...] in età d'anni/ dieci sette/ Opera secunda/ […] 1757./ Nro. XXXXIX. 
- I: Allegro 4/4 – Andantino 4/4 – Allegretto 3/8 (g/g/g)
- II: Allegro non molto ¾ – Andante 2/4 – Allegro 2/4 (B/g/B)
- III: Allegretto 2/4 – Adagio 4/4 – Minuetto 3/4/Trio/Minuetto Da Capo (F/F–f–F/F)
- IV: Allegro 2/4 – Largo ¾ – Allegro assai 2/4 (C/a/C)
- V: Allegro moderato 4/4 – Adagio non molto – Allegro 2/4 (h/H/h)
- VI: Allegro 4/4 – Andante 4/4 – Minuetto con Variazioni 3/4 (C/F/C)

#### Op. III
Sei Divertimenti/ a Due Flauti, e Basso/ Dedicate/ All'Altezza Serenissima Elettorale/ Di/ Carlo Teodoro/ [...] d’anni dieci nove./ Opera Terza/ [ohne Jahr] […] Nro. LIII.
- I: Adagio 4/4 – Allegro 4/4 – Allegretto 2/4 (G/G/G)
- II: Andante 4/4 – Fuga ¾ – Allegretto 3/8 (D/A/D)
- III: Andantino 6/8 – Allegro 4/4 – Presto 2/4 (d/F/d)
- IV: Allegretto 2/4 – Adagio ¾ – Allegro 3/8 (G/C/G)
- V: Andante 2/4 – Allegro 2/4 – Allegretto 3/8 (C/C/C)
- VI: Allegretto 2/4 – Adagio mà non molto 4/4 – Allegro 3/8 (A/D/A)

### Vokalmusik
- Aria Astra Coeli Del: Sig: Di Anna Bon, a Canto Solo [Sopran], Violini I/II, Alto Viola, Basso. Ms. in Schloss ČeskÝ Krumlov (?), Signatur VI. C. 71.

### Verschollene Werke
- alcune’ mie Composizioni in jscritto per il Flauto, angegeben in Widmung zu op. I. (vor 1756). Sie bezieht sich auf diese im Vorwort zu op. 1. Es könnten die sechs Flötensonaten, oder Teile daraus, in Handschrift sein.
- Oper Artaserse, Musik von Anna Bon und „vier bekannten“ Co-Autoren, also Pasticcio. (Libretto: Pietro Metastasio, in Pressburg erhalten).[63]

### Außerdem
- Autorschaft ungeklärt: Offertorium mit der Aufschrift „Dal. Sign: la Bona“. Ms. aus ehemaligem Besitz des Komponisten Zdeněk Fibich.

## Diskografie
- Sabine Dreier, Traversflöte; Irene Hegen, Pantalonklavier. Recorded in September 1992, Kirche St. Johannis, Bayreuth. Georgsmarienhütte 1992: CPO 999 181-2. (Op I 1756)
- Christiane Meininger, Flöte; Traud Kloft, Cembalo. Bayer, 1994.
- Claudio FerrariÜni, Flöte; Andrea Corsi, Fagott; Francesco Tasini, Cembalo. Mondo Musica, München 1996. (Textheft schliesst ein anonymes Porträt Anna Bons ein.)
- Sonata d Op. 1/2. Stefano Bet, Traversflöte; Edward Smith, Cembalo. Aufgen. 1996 in Venedig, Chiesa dell’Ospedaletto. Skira SK00272, 1996.
- Sonata D Op. 1/4. Stefano Bet, Traversflöte; Francesco Cera, Cembalo. Aufgen. 1998 in Lugano, Teatro RTSI. Tactus 700002, 1998.
- Six Divertimenti op. 3. Auf historischen Instrumenten. Sabine Dreier und Peter Spohr, Traverseflöte; Rhoda Patrick, Fagott; Tatjana Geiger, Cembalo; Thorsten Bleich, Theorbe. EMEC E-023, 1997.
- Sonata for Harpsichord op. 2, no. 6: Allegro. Fine Zimmermann, Cembalo. „Hofkomponistinnen in Europa,“ Vol. 2. Internationale Komponistinnen-Bibliothek Unna, 1998.
- Divertimento op. 3, no. 3, arr. for flute, violin, cello, harpsichord. „Hofkomponistinnen in Europa,“ Vol. 1. Internationale Komponistinnen-Bibliothek Unna, 1998.
- Sonate op. III Nr. 5 h-Moll. Irene Hegen, Cembalo. Bayreuther Hof Musique. Wilhelmines Musentempel 1734–1764. Salto Records, 1999
- Christiane Meininger, Flöte; Fine Zimmermann, Cembalo. „Hofkomponistinnen in Europa.“ Vol. 3. Cybele, 1999.
- 6 Sonate Op. 1. Giovanni Battista Columbro, Traversflöte; Marco Vincenzi, Cembalo; Nereo Dani, Viola da Gamba. Rainbow Classics, 2000.
- Chamber Sonatas op. 1 nos. 4 & 5; Sonatas for Harpsichord op. 2 nos. 1 & 5; Divertimenti op. 3 nos. 1–3. Elke Martha Umbach, Susanne Wendler, Flöte; Johannes Platz, Violine; Heike Johanna Lindner, Violoncello; Jan Grüter, Theorbe; Ilka Wagner, Fagott; Anke Dennert, Cembalo. „Sonatas from the Court at Bayreuth.“ Aeolus, Korschenbroich 2003.
- Sonatas for Harpsichord op. 2. Barbara Harbach, Cembalo. MSR Classics, Newton CT 2008.
- Divertimento op. 3 no. 6. „Wilhelmine von Bayreuth.“ Elisabeth Weinzierl und Edmund Wächter, Traversflöte; Eva Schieferstein, Cembalo; Philipp von Morgen, Cello. Thorofon 2565, 2010.
- Chamber Sonatas op. 1 nos. 4, 5 & 6; Sonata for Harpsichord op. 2 no. 6; Divertimento op. 3 no. 4; Aria Astra coeli; Offertorium Ardete amore; Motette Eia preces et veloces. Julianne Baird, Sopran; Ensemble „La Donna Musicale“. La Donna Musicale 10104, 2010.

### Noten

#### Anna Bon di Venezia
Mehrere Neudrucke im Katalog der Deutschen Nationalbibliothek (international)
- 6 Flöten-Sonaten op. I
- 6 Cembalo-Sonaten op. II
- 6 Divertimenti (Trios) für 2 Flöten und Basso op. III
- Aria Astra coeli für Sopran, 2 Violinen, Viola und Basso.

#### Joseph Haydn
Werkausgaben des Joseph Haydn Instituts Köln mit wissenschaftlich erläuterndem Text
- Acide und andere Fragmente italienischer Opern um 1761 bis 1763. Hg. von Karl Geiringer, Günther Thomas. Henle-Verlag, München 1985.
- Kantaten mit Orchester für das Fürstenhaus Esterházy. Hg. von Andreas Friesenhagen, Sonja Gerlach, Henle Verlag München 2000.